# أوفير جندلمان
أوفير جندلمان (بالعبرية:אופיר גנדלמן) ، من مواليد 19 يوليو 1971 ، وهو سياسي دبلوماسي إسرائيلي ، ورئيس القسم الإعلام العربي لرئاسة الوزراء في إسرائيل.

## سيرته
ولد جندلمان سنة 1971 ، ودرس في ثانوية ها-إيفري في حيفا سنة 1989 ، ودرس اللغة العربية في مرحلة التعليم المتقدمة، وانضم لجيش الدفاع الإسرائيلي ، ومن ثم أصبح الخبير الإستراتيجي في جامعة تل أبيب عام 2000م.

## وصلات خارجية
- Gendelman on the Israel MFA's Arabic YouTube